# Kustaa Aadolf Inkeri
Kustaa Aadolf Inkeri (* 12. November 1908 in Laitila; † 16. März 1997 in Turku) war ein finnischer Mathematiker und Astronom.
Inkeri war eines von fünf Kindern eines Landwirts. Er besuchte bis 1928 die Schule in Turku und besuchte danach die dortige Universität, wobei er sein Studium der Mathematik, Physik und Astronomie  durch Privatstunden finanzierte (Abschluss 1936). Noch als Student heiratete er Fanny Ragnhild Vänni, mit der er insgesamt fünf Kinder hatte. Nach kurzer Zeit am Universitäts-Observatorium in Turku arbeitete er als Lehrer. Während des finnisch-russischen Krieges ab 1939 führte er eine Kompanie an der Front und war danach Stabsoffizier, wobei er in ruhigeren Kriegsphasen Mathematikunterricht für seine Kameraden organisierte.
Nach dem Krieg arbeitete er zunächst als Lehrer weiter, promovierte aber gleichzeitig 1946 mit der Dissertation „Untersuchungen über die Fermatsche Vermutung“ an der Universität Turku bei Kalle Väisälä, wurde 1947 Assistent an der Universität und 1950 Professor. In dieser Funktion baute er das mathematische Institut in Turku auf und war de facto (er vermied es, zu viel Verwaltungsaufgaben zu übernehmen) bis zu seiner Emeritierung 1972 dessen Leiter.
Das Hauptarbeitsgebiet von Inkeri war die (algebraische) Zahlentheorie, insbesondere Fermats letzter Satz, die Vermutung von Catalan, Primzahltests, Diophantische Approximationen, Klassenzahl von Kreisteilungskörpern. Er war Gründer einer Schule der algebraischen Zahlentheorie in Finnland. Daneben hat er auch einige Asteroiden entdeckt.
1951 wurde er Mitglied der Finnischen Akademie der Wissenschaften.